# 리토메르지체

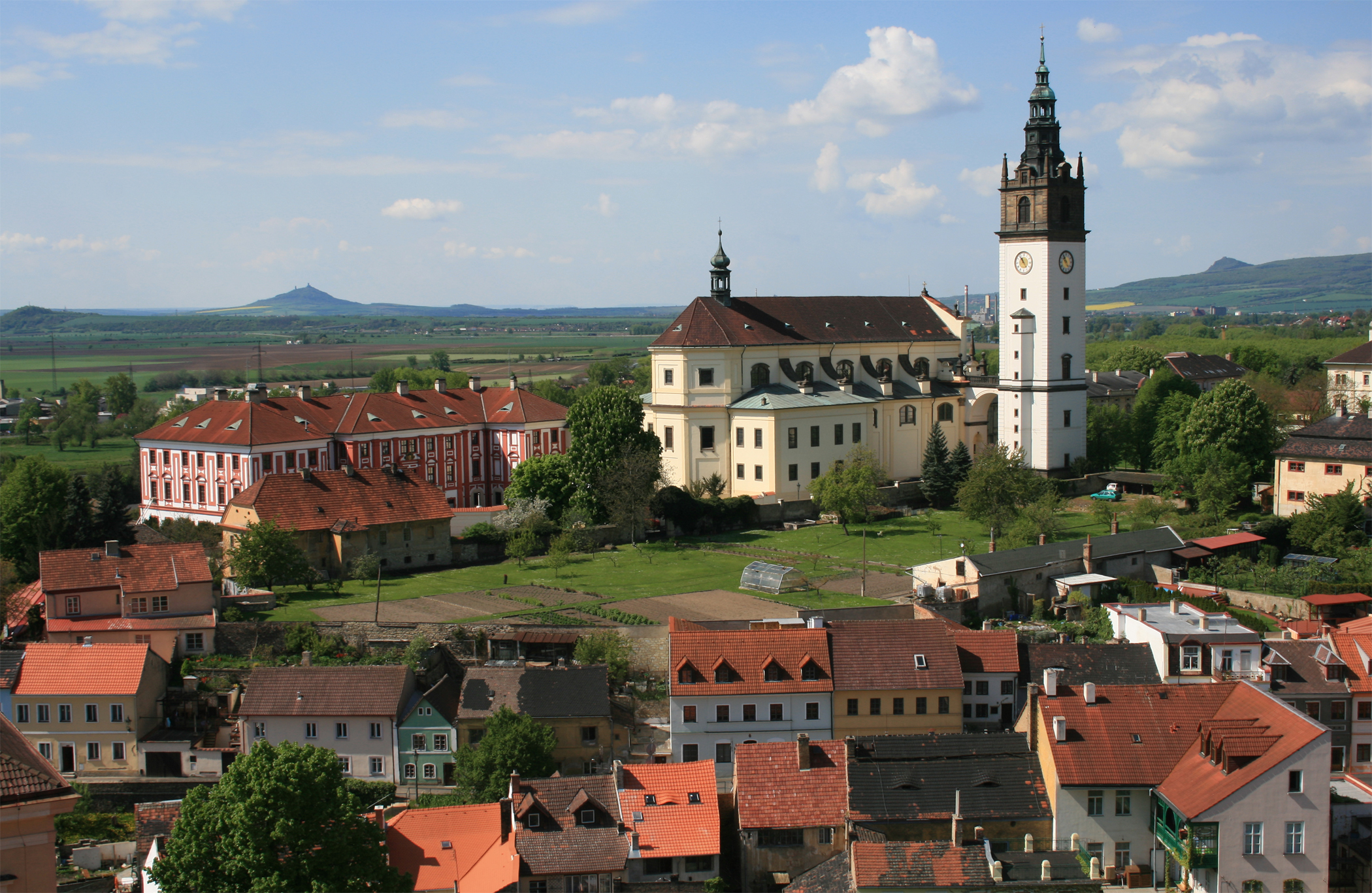
리토메르지체

리토메르지체(체코어: Litoměřice, 독일어: Leitmeritz 라이트메리츠[*])는 체코 북부 우스티주에 위치한 도시로, 면적은 17.99km2, 높이는 136m, 인구는 25,517명(2006년 기준), 인구 밀도는 1,418명/km2이다. 엘베강과 오흐르제 강이 합류하는 지점에 위치하고 있고 프라하에서 북서쪽으로 약 64km 정도 떨어진 곳에 위치한다.
과일 재배에 적합한 온난한 기후 때문에 "보헤미아의 정원"이라고 부르기도 했다. 오스트리아-헝가리 제국 시대에는 많은 연금 생활자들이 제국 남부에 있던 이 지역으로 이주했다.

시기
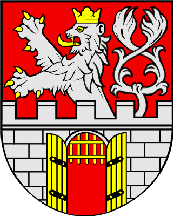
시 문장

## 인구
| 연도           | 인구   | ±%     |
| -------------- | ------ | ------ |
| 1869           | 10,811 | —      |
| 1880           | 11,728 | +8.5%  |
| 1890           | 12,203 | +4.1%  |
| 1900           | 14,063 | +15.2% |
| 1910           | 16,595 | +18.0% |
| 1921           | 18,135 | +9.3%  |
| 1930           | 19,718 | +8.7%  |
| 1950           | 15,126 | −23.3% |
| 1961           | 16,830 | +11.3% |
| 1970           | 19,595 | +16.4% |
| 1980           | 22,869 | +16.7% |
| 1991           | 25,719 | +12.5% |
| 2001           | 24,879 | −3.3%  |
| 2011           | 24,098 | −3.1%  |
| 2021           | 23,432 | −2.8%  |
| 출처: Censuses |        |        |

## 역사

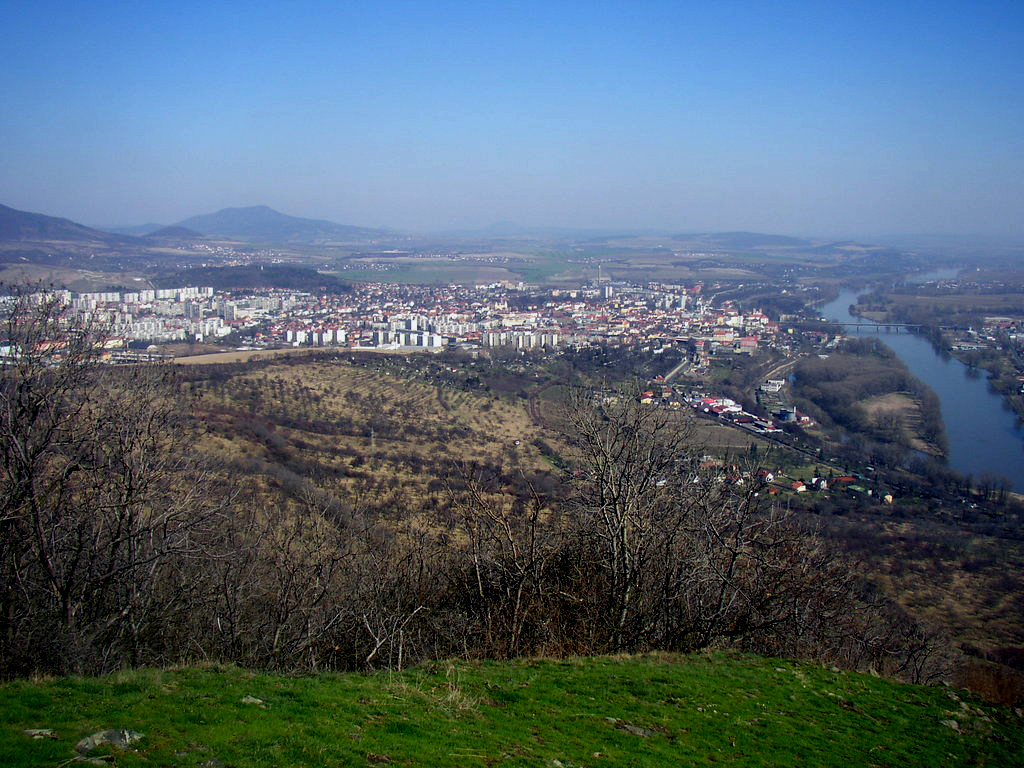
라도빌 언덕에서 본 리토메르지체

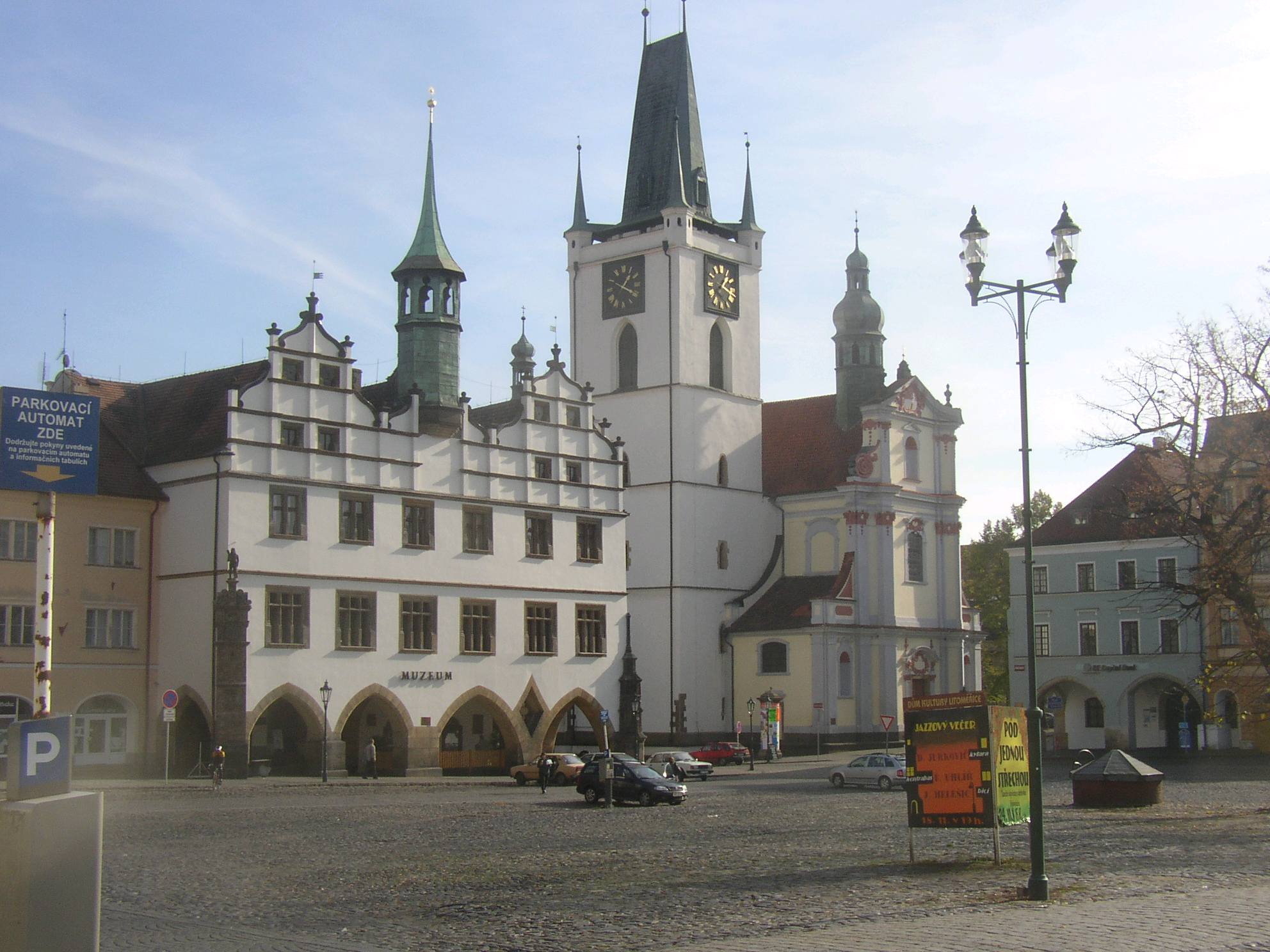
광장

10세기 중세 초기 슬라브인이 요새를 건설한 이래 체코에서 가장 오래된 도시 가운데 하나로 여겨진다. 1219년 시로 승격되었고 12세기부터 17세기까지는 신성 로마 제국의 중요한 무역의 중심지로 여겨졌다. 15세기 후스 전쟁의 여파로 인해 독일계 인구가 감소했다. 프로테스탄트 봉기와 30년 전쟁을 겪었고 1655년 주교가 신설되었다.
1918년 오스트리아-헝가리 제국이 해체된 뒤 독일어를 구사하는 독일계 주민 다수가 독일계 오스트리아(당시 독일 국경 주변에 수립된 정부였으며 당시 독일 병합을 희망했음)에 병합되기를 희망했지만 체코슬로바키아군의 반대로 무산되었다. 1919년 생제르맹 조약에 따라 보헤미아와 모라바 전체가 체코슬로바키아에 편입되었다. 중앙 보헤미아와 모라바로 구성된 수데텐란트는 훗날 정치적 논쟁의 대상이 된다. 슬라브인들은 다시 수데텐란트에 정착했지만 전체 인구의 소수를 차지하는 데에 그쳤다. 1938년 뮌헨 회담 이후에 독일군이 수데텐란트를 점령했고 체코계 주민 대략 5,000명이 다시 추방되었다.
제2차 세계 대전 말기 독일군은 진군하고 있던 붉은 군대를 피해 퇴각했으며 1945년 4월 27일 체코 레지스탕스가 요새를 점령했다. 그들은 독일군 사령관과의 교섭을 항복 조건으로 내걸었다. 5월 8일 밤 독일 국방군은 항복을 선언했고 5월 9일 철수했다. 5월 10일 소련군이 진군했다. 1945년 8월 베네슈 포고에 따라 많은 독일계 주민들이 추방당했다.

## 자매 도시
- 필리핀 칼람바
- 독일 마이센
- 독일 풀다
- 필리핀 다피탄
- 프랑스 아르망티에르